# تنظير المنصف
1. عنصر قائمة مرقمة

تنظير المنصف(بالإنجليزية: Mediastinoscopy)‏ عبارة عن إجراء يتيح إظهار محتويات المنصف عادةً بغرض الحصول على خزعة. وغالبًا ما يُستخدَم هذا التنظير في تصنيف العقد الليمفاوية في سرطان الرئة، أو في تشخيص الحالات التي تؤثر على بنية المنصف مثل الساركويد أو لمفومة.
يتضمن التنظير المنصف شقًا مساحته 1 سم تقريبًا أعلى الثلمة فوق القص أو في القص أو عظم الصدر. يتم التشريح حتى منطقة أمام الرُّغامَى والجؤجؤ. يتم إدخال المنظار (منظار المنصف) في النفق المشقوق ليعطي رؤية للمنصف. يمكن أن يوفر المنظار رؤيةً مباشرةً ويمكن أن يكون متصلاً بشاشة فيديو للعرض.
يوفر التنظير المنصف مدخلاً لمستويات العقد الليمفاوية المنصفية 2 و4 و7.

## تنظير المنصف الممتد
تنظير المنصف الممتد هو تقنية تتيح الدخول للعقد الليمفاوية الأمام أبهرية (محطة 6) والعقد الليمفاوية في الشرفة الأبهرية الرئوية (محطة 5).

## شقّ المنصف المجاور للقص
شق المنصف المجاور للقص - والمعروف أيضًا باسم إجراء تشامبرلين - هو الطريقة القياسية للدخول إلى العقد الليمفاوية في المحطة 5 و6.